# Ninomiya Sontoku

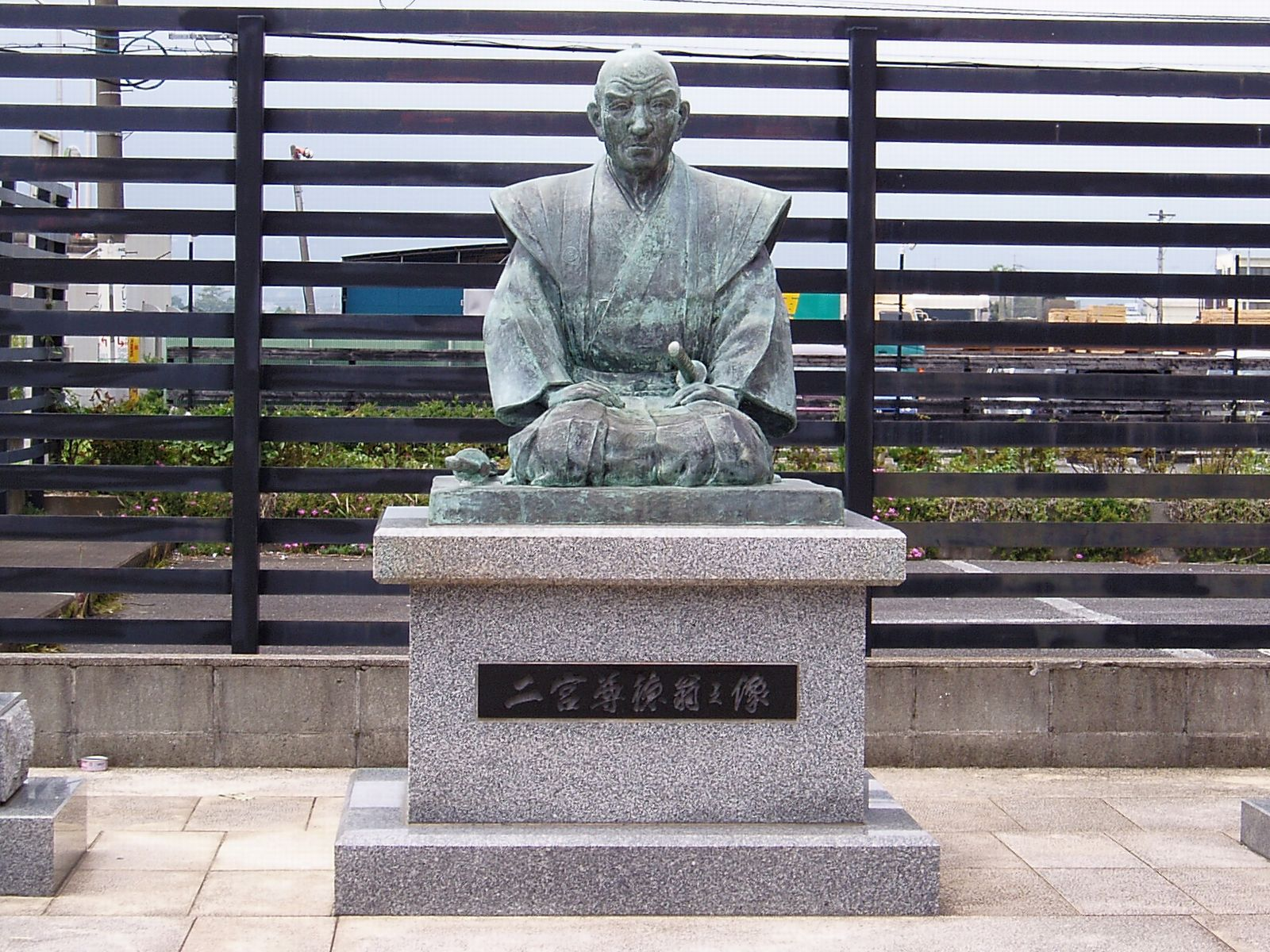
Statue von Ninomiya Sontoku in Odawara

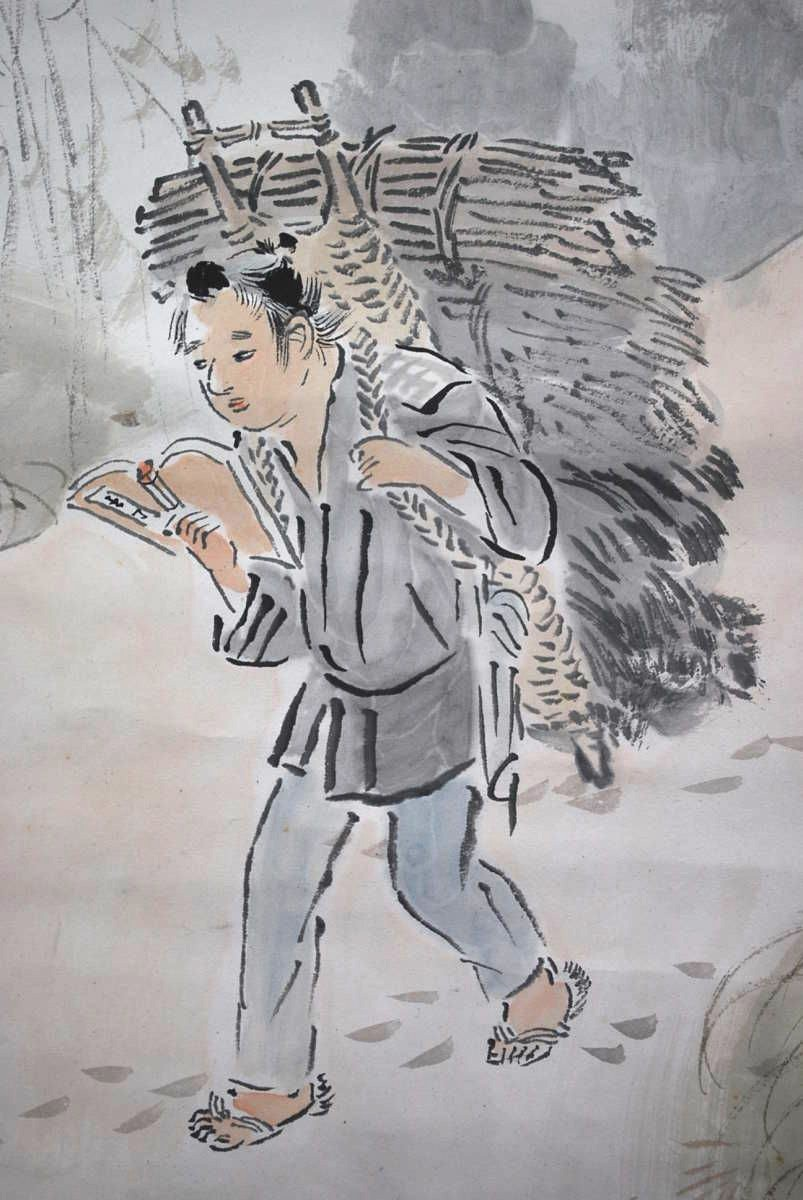
Der lesend arbeitende Sontoku

Ninomiya Sontoku (japanisch 二宮 尊徳, geboren als Ninomiya Kinjirō (二宮 金次郎, bzw. 金治郎); * 4. September 1787 in Kayama, Landkreis Ashigarakami, Provinz Sagami (heute: Kayama, Odawara, Präfektur Kanagawa); † 17. September 1856 in Imaichi, Landkreis Tsuga, Provinz Shimotsuke (heute: Imaichi, Nikkō, Präfektur Tochigi)) war ein  japanischer Agrarreformer.

## Biographie
Ninomiya wurde in eine Bauernfamilie geboren, die in der Zeit seiner Kindheit ihren Besitz durch eine Flutkatastrophe verlor. Im Alter von sechzehn Jahren wurde er Vollwaise und musste für den eigenen und den Lebensunterhalt seiner Geschwister aufkommen. Durch kluge Bewirtschaftung und ständige autodidaktische Weiterbildung brachte er sein Anwesen erneut zu Wohlstand. Er wurde darauf mit der Reform der Besitztümer verschiedener verarmter Daimyōs beauftragt und 1822 von Ōkubo Tadazane zum Lehensherren über Odawara eingesetzt. Seit 1843 stand er im Dienst der Shōgun-Dynastie Tokugawa.
Ninomyas Agrarreformen beruhte auf dem shintoistisch-buddhistisch geprägten Prinzip des hōtoku-kyō (報徳教), was bedeutete, dass die Bauern danach streben sollten, die Wohltaten, die sie von Himmel, Erde und Menschen empfangen, zurückzuzahlen. Er forderte dabei die traditionellen Tugenden Ehrlichkeit, Fleiß und Sparsamkeit ein und gab den Bauern durch die Bildung von Kreditvereinen auf Gegenseitigkeit (hōtukusha) die Möglichkeit,  technische Neuerungen in der Landwirtschaft umzusetzen.
Ninomiya genießt in Japan große Verehrung. In der Meiji-Zeit wurden ihm Shintō-Schreine (Hōtoku-Ninomiya-Schreine) gewidmet, zunächst 1894 in Odawara und 1897 in Imaichi, später kamen mehr als zehn weitere hinzu. In den 1930er Jahren wurde er zu einem Vorbild für tugendhaftes Leben in den Schulbüchern, und vor zahlreichen Grundschulen wurden Statuen von ihm aufgestellt – als Schulkind, das Brennholz auf dem Rücken tragend und dabei in einem Buch lesend. Ninomiyas gesammelte Schriften (Ninomiya Sontoku zenshū) wurden in sechsunddreißig Bänden veröffentlicht. Auf dem 1-Yen-Schein von 1946 war ein Porträt Ninomiyas gedruckt.